# Fabian Zetterlund
Fabian Zetterlund (Karlstad, Suecia, 25 de agosto de 1999) es un jugador profesional sueco de hockey sobre hielo que se desempeña en la posición de extremo izquierdo en San Jose Sharks, equipo de la National Hockey League (NHL).

## Carrera
Fue seleccionado en la tercera ronda en la NHL Entry Draft de 2017. En 2021 hizo su debut profesional con el equipo New Jersey Devils, en el cual jugó dos temporadas (2021-2022), después pasó a San Jose Sharks, donde lleva jugando dos temporadas.